# Double or Nothing (2019)
Double or Nothing 2019 — первое ежегодное реслинг-шоу, Double or Nothing. Pay-per-view стало дебютным шоу для недавно созданного промоушна All Elite Wrestling, является одним из четырёх ведущих PPV производства AEW. Проходило 25 мая 2019 года на арене MGM Grand Garden Arena, в пригороде Лас-Вегас, штат Невада, Соединённые Штаты Америки в Парадайс на Лас-Вегас-Стрип. Шоу стало первым мероприятием в хронологии Double or Nothing.
На мероприятии было проведено девять матчей, два на Buy In и семь в основное время PPV. В главном событии Крис Джерико победил Кенни Омегу, за первое претендентство в матч за новый титул чемпиона мира AEW против второго первого претендента Адама Пейджа победителя матча Casino Battle Royale. В титульном матче, по партнёрскому соглашению между Lucha Libre AAA Worldwide и All Elite Wrestling команда Янг Бакс (Мэтт Джексон и Ник Джексон) победили Луча Братьев (Феникса и Пентагона) защитив титул командных чемпионов мира AAA. Также Коди победил своего брата Дастина Роудса. На мероприятии совершили свои дебюты в AEW Джон Моксли, атаковав Криса Джерико и Кенни Омегу после их матча и Невероятная Конг которую сопровождала Брэнди Роудс. Конг приняла участие в четырехстороннем матч против Бритт Бейкер, Найлы Роуз, Кайли Рэй. Помимо этого, специальный гость Брет Харт представил новый титул чемпиона мира AEW.
PPV получило признание критиков. Матчи Джерико против Омеги, Янг Бакс против Луча Братьев и Коди против Дастина Роудса получили наибольшую похвалу. Многие критики признали матч Коди против Дастина лучшим за вечер. Позже Double or Nothing победила в номинации лучшее крупное рестлинг-шоу 2019 года по версии Wrestling Observer Newsletter, а матч Коди против Дастина стал лучшим по версии Pro Wrestling Illustrated.

## Результаты матчей
| №                                 | Матч | Тип матча | Время | Ссылки |
| --------------------------------- | --- | --- | ----- | ------ |
| Kick Off                          | Адам Пейдж победил, устранив последнего участника MJF                                                                         | Матч Casino Battle Royale с 21 участником, за первое претендентство, за титул чемпиона мира AEW, на шоу All Out (2019) против победителя матча Крис Джерико против Кенни Омеги | 16:00 | [ 11 ] |
| Kick Off                          | Кип Сабиан победил Сэмми Гевару                                                                                               | Одиночный матч | 10:00 | [ 11 ] |
| 1                                 | SoCal Uncensored (Кристофер Дэниелс, Фрэнки Казарян и Скорпио Скай) победили Сильных Сердцем (Симу, Ти-Хоука и Эль Линдамана) | Командный матч с шестью участниками | 13:40 | [ 11 ] |
| 2                                 | Бритт Бейкер победила Найлу Роуз, Кайли Рэй и Невероятную Конг с (Брэнди Роудс)                                               | Четырехсторонний матч | 11:10 | [ 11 ] |
| 3                                 | Лучшие друзья (Чак Тейлор и Трент Беретта) победили Анхелико и Джека Эванса                                                   | Командный матч | 12:35 | [ 11 ] |
| 4                                 | Хикару Шида, Рихо и Рё Мизунами победили Адзю Конг, Эми Сакуру и Юку Сакадзаки                                                | Командный матч с шестью участницами | 13:10 | [ 11 ] |
| 5                                 | Коди с (Брэнди Роудс) победил Дастина Роудса                                                                                  | Одиночный матч | 22:30 | [ 11 ] |
| 6                                 | Янг Бакс (Мэтт Джексон и Ник Джексон) (c) победили Луча Братьев (Феникса и Пентагона)                                         | Командный матч, за титул командных чемпионов мира AAA | 24:55 | [ 11 ] |
| 7                                 | Крис Джерико победил Кенни Омегу                                                                                              | Одиночный матч, за первое претендентство, за титул чемпиона мира AEW, на шоу All Out (2019) против Адама Пейджа                                                                | 27:00 | [ 11 ] |
| (c) — чемпион на момент поединка. | | |       |        |

### Участники матча Casino Battle Royale
Матч начала первая масть, пятеро рестлеров. Через каждые три минуты в матч вступала следующая масть, ещё пять участников. 21-й участник Джокер выходил один и самый последний.
| Масть  | Рестлер            | Порядок устранения | Кто выбил                 | Выбил из матча |
| ------ | ------------------ | ------------------ | ------------------------- | -------------- |
| Трефы  | Дастин Томас       | 10                 | MJF                       | 1              |
| Трефы  | MJF                | 20                 | Адам Пейдж                | 3              |
| Трефы  | Санни Дейз         | 2                  | Ледник                    | 1              |
| Трефы  | Брэндон Катлер     | 12                 | MJF                       | 1              |
| Трефы  | Майкл Накадзава    | 1                  | Санни Дейз                | 0              |
| Бубны  | Исайя Кэссиди      | 5                  | Лучазавр                  | 1              |
| Бубны  | Джимми Хэвок       | 18                 | Лучазавр                  | 2              |
| Бубны  | Джои Джанела       | 13                 | Лучазавр                  | 0              |
| Бубны  | Брайан Пиллман мл. | 4                  | Исайя Кэссиди и Марк Куин | 0              |
| Бубны  | Шон Спирс          | 9                  | Дастин Томас              | 0              |
| Черви  | Билли Ганн         | 11                 | Брэндон Катлер            | 0              |
| Черви  | Ледник             | 3                  | MJF                       | 1              |
| Черви  | Джангл Бой         | 17                 | Джимми Хэвок              | 1              |
| Черви  | Марк Куин          | 6                  | Лучазавр                  | 1              |
| Черви  | Эйс Ромеро         | 8                  | Джангл Бой                | 1              |
| Пики   | Лучазавр           | 19                 | Адам Пейдж                | 4              |
| Пики   | Марко Стант        | 7                  | Эйс Ромеро                | 0              |
| Пики   | Сонни Кисс         | 14                 | Томми Дример              | 0              |
| Пики   | Томми Дример       | 16                 | Джимми Хэвок              | 2              |
| Пики   | Орандж Кэссиди     | 15                 | Томми Дример              | 0              |
| Джокер | Адам Пейдж         | —                  | Победитель                | 2              |

### Комментарии
1. ↑  Матч года по версии Pro Wrestling Illustrated
2. ↑  Командное чемпионство мира AAA защищалось на шоу в рамках партнёрский отношений Lucha Libre AAA Worldwide и All Elite Wrestling